# Важашур
Важашур (в просторечии: Бужа) — село в Кукморском районе Республики Татарстан. Входит в Важашурское сельское поселение.

## География
Село, в верховье реки Уча, в 18 км к юго-востоку от города Кукмор.

## История
Важашур основан в конце XVII в.. В XVIII — первой половине XIX в. жители относились к категории государственных крестьян. Их основные занятия в этот период — земледелие и скотоводство.
В начале XX в. в селе функционировали школа Братства святителя Гурия (открыта в 1886 г., в 1909 г. преобразована в земскую), водяная мельница, 2 кузницы и молочная лавка.
Административно, до 1920 г. село относилось к Мамадышскому уезду Казанской губернии, с 1920 г. — к Мамадышскому кантону, с 1930 г. в Таканышском районе ТАССР, с 1932 г. – в Кукморском районе (с перерывами), с 12 января 1965 г. окончательно перешёл в Кукморский район.

## Хозяйствующие субъекты

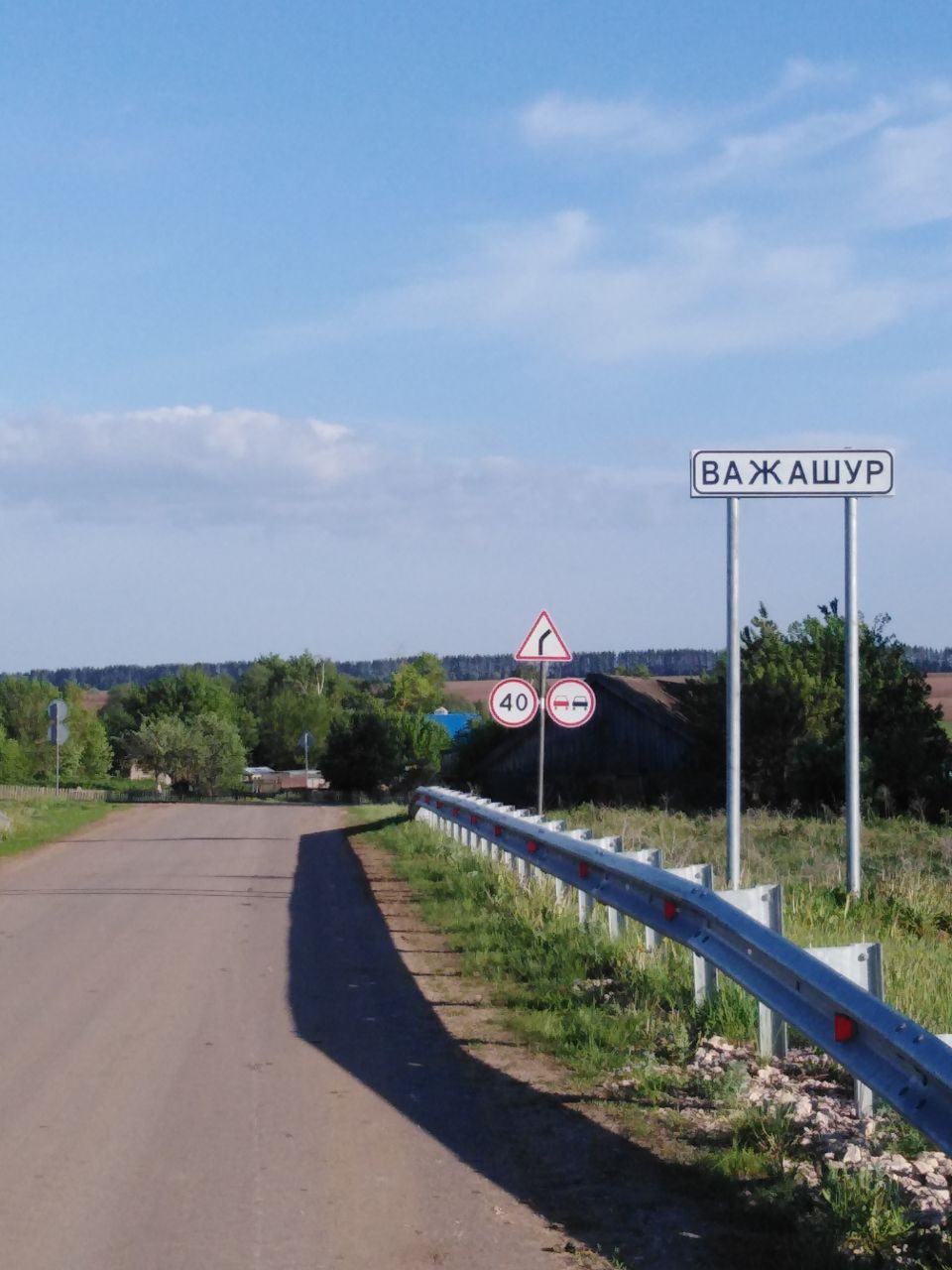
Въезд в деревню Важашур.

В 1931 г. в селе организован колхоз «Горд-Бжо», с 1935 г. село в составе колхоза им. Кирова, с 1962 по 2006 гг. находился в управлении сельхоз предприятие «Гигант», с 2006 г. принадлежит ООО «Кукморская продовольственная корпорация», с 2008 г. — ООО «Агрофирма Тукай», с 2018 г. — ООО «Уныш».
Жители занимаются полеводством, скотоводством. До 1926 года работала библиотека (переорганизованную в избу-читальню).

## Демография
| 1782    | 1859 | 1897 | 1908 | 1920 | 1926 | 1938 | 1958 | 1970 | 1979 | 1989 | 2002 | 2010 | 2017 |
| ------- | ---- | ---- | ---- | ---- | ---- | ---- | ---- | ---- | ---- | ---- | ---- | ---- | ---- |
| 10 муж. | 225  | 363  | 420  | 413  | 413  | 312  | 339  | 296  | 255  | 185  | 146  | 117  | 114  |

На 2017 год, в селе живут удмурты (62 %), татары (38 %).